# Nerqin Khndzoresk
Nerqin Khndzoresk là một đô thị thuộc tỉnh Syunik, Armenia. Dân số ước tính năm 2011 là 325 người.